# Madonna in trono col Bambino, sant'Antonio Abate e l'arcangelo Michele
La pala della Madonna in trono con il Bambino, Sant'Antonio Abate e l'Arcangelo Michele di Antonio Aleotti fu commissionato per l'ospedale di Sant'Antonio di Cesena nel 1511 e risente del influssi perugineschi, visibili soprattutto nella Vergine e nel Bambino.

## Descrizione
L'Arcangelo Michele ha invece le vesti classiche di guerriero, ritratto nel momento in cui trafigge il demonio, che a sua volta si contorce e cerca di ghermire le anime che sta sottoponendo sulla bilancia. Di fronte a loro c'è sant'Antonio Abate nel classico vestito da eremita con un porco a fianco.
Sul basamento del trono si trova un'altra iscrizione riferita alla Madonna: «REGINA CELI REVERENTER ADORA QVIS QS HANC SPECTAS».